# Sechelloscia vanmoli
Sechelloscia vanmoli är en kräftdjursart som beskrevs av Franco Ferrara och Stefano Taiti1983. Sechelloscia vanmoli ingår i släktet Sechelloscia och familjen Philosciidae. Inga underarter finns listade i Catalogue of Life.